# Philipp Heß (Ringer)
Philipp Heß (* 28. November 1887; † 4. November 1934 in Milwaukee, Vereinigte Staaten) war ein deutscher Ringer zu Beginn der 1920er Jahre aus Mannheim.
Nach regionalen Erfolgen auf Kreis- und Gauebene im nordbadischen Raum erreichte er erst nach dem Ersten Weltkrieg die nationale Spitzenklasse und wurde 1919 deutscher Meister im Leichtgewicht. Bei den Weltmeisterschaften 1920 in Wien belegte er im Mittelgewicht mit drei Siegen hinter den Österreichern Viktor Fischer und Lorenz Koczanderle, aber noch vor dem deutschen Mittelgewichtsmeister Richard Falkner, Berlin und Arpad Miskey, Ungarn den 3. Platz. Bei den Europameisterschaften 1921 in Offenbach, an der nur deutsche Ringer teilnahmen, wurde er 2. Sieger hinter Heinrich Ketzer, Duisburg.
Danach wanderte er in die Vereinigten Staaten aus, gründete am 3. September 1923 in Milwaukee den Deutschen-Athletic-Club Milwaukee und war bis zu seinem Tod dessen Präsident.